# Cúp bóng đá Nam Mỹ 2021 (Bảng B)
Bảng B của Cúp bóng đá Nam Mỹ 2021, còn được gọi là Khu vực Bắc, sẽ diễn ra từ ngày 12 đến ngày 28 tháng 6 năm 2021 ở Brasil. Bảng này bao gồm cựu chủ nhà Colombia, đương kim vô địch và là chủ nhà chính thức Brasil, Venezuela, Ecuador và Peru.
Ban đầu, bảng B dự kiến diễn ra từ ngày 13 tháng 6 đến ngày 1 tháng 7 năm 2020. Tuy nhiên, vào ngày 17 tháng 3 năm 2020, giải đấu đã bị hoãn lại cho đến năm 2021 do đại dịch COVID-19 tại Nam Mỹ.
Vào ngày 20 tháng 5 năm 2021, Colombia đã bị CONMEBOL tước quyền đồng đăng cai giải trong bối cảnh các cuộc biểu tình đang diễn ra chống lại Tổng thống Colombia Ivan Duque. Sau đó, Argentina cũng bị CONMEBOL tước quyền đăng cai giải do đại dịch COVID-19 đang hoành hành khắp nơi ở nước này. Ngay sau đó, CONMEBOL đã quyết định trao quyền đăng cai giải đấu này cho Brasil.

## Các đội tuyển
| Vị trí bốc thăm | Đội tuyển | Tham dự | Thành tích tốt nhất lần trước                                  | Bảng xếp hạng FIFA Tháng 6 năm 2021 |
| --------------- | --------- | ------- | -------------------------------------------------------------- | ----------------------------------- |
| B1              | Colombia  | 23 lần  | Vô địch (2001)                                                 |                                     |
| B2              | Brasil    | 37 lần  | Vô địch (1919, 1922, 1949, 1989, 1997, 1999, 2004, 2007, 2019) |                                     |
| B3              | Venezuela | 19 lần  | Hạng tư (2011)                                                 |                                     |
| B4              | Ecuador   | 29 lần  | Hạng tư (1959 (E), 1993)                                       |                                     |
| B5              | Perú      | 33 lần  | Vô địch (1939, 1975)                                           |                                     |

## Bảng xếp hạng
| VT | Đội        | ST | T | H | B | BT | BB | HS | Đ  | Giành quyền tham dự                 |
| -- | ---------- | -- | - | - | - | -- | -- | -- | -- | ----------------------------------- |
| 1  | Brasil (H) | 4  | 3 | 1 | 0 | 10 | 2  | +8 | 10 | Đi tiếp vào vòng đấu loại trực tiếp |
| 2  | Perú       | 4  | 2 | 1 | 1 | 5  | 7  | −2 | 7  | Đi tiếp vào vòng đấu loại trực tiếp |
| 3  | Colombia   | 4  | 1 | 1 | 2 | 3  | 4  | −1 | 4  | Đi tiếp vào vòng đấu loại trực tiếp |
| 4  | Ecuador    | 4  | 0 | 3 | 1 | 5  | 6  | −1 | 3  | Đi tiếp vào vòng đấu loại trực tiếp |
| 5  | Venezuela  | 4  | 0 | 2 | 2 | 2  | 6  | −4 | 2  |                                     |

Trong tứ kết:
- Đội nhất bảng B sẽ giành quyền thi đấu với đội xếp thứ tư của bảng A.
- Đội nhì bảng B sẽ giành quyền thi đấu với đội xếp thứ ba của bảng A.
- Đội xếp thứ ba của bảng B sẽ giành quyền thi đấu với đội nhì của bảng A.
- Đội xếp thứ tư của bảng B sẽ giành quyền thi đấu với đội nhất của bảng A.

## Các trận đấu
Lịch thi đấu và thời gian khởi động ban đầu năm 2020 đã được công bố lần lượt vào ngày 3 tháng 12 năm 2019 và ngày 4 tháng 3 năm 2020. Lịch thi đấu năm 2021 mới đã được công bố vào ngày 13 tháng 8 năm 2020. Sau khi Qatar rút lui, lịch thi đấu rút ngắn đã được công bố vào ngày 15 tháng 3 năm 2021.
Giờ thi đấu tính theo giờ địa phương (UTC−3). Tuy vậy, nếu trận đấu diễn ra ở Cuiabá, nơi có múi giờ khác so với các địa phương còn lại tô chức giải (UTC-4), giờ thi đấu tại đó cũng sẽ được liệt kê cho riêng trận đấu đó.

### Ngày đấu 1

#### Brasil vs Venezuela
| Brasil                                              | 3–0      | Venezuela |
| --------------------------------------------------- | -------- | --------- |
| - Marquinhos 23' - Neymar 64' (ph.đ.) - Barbosa 89' | Chi tiết |           |

| Brasil | Venezuela |

| GK                  | 1  | Alisson         |     |     |
| RB                  | 2  | Danilo          |     |     |
| CB                  | 14 | Éder Militão    |     |     |
| CB                  | 4  | Marquinhos      |     |     |
| LB                  | 16 | Renan Lodi      | 38' | 46' |
| CM                  | 17 | Lucas Paquetá   |     | 46' |
| CM                  | 5  | Casemiro (c)    |     |     |
| CM                  | 8  | Fred            |     | 86' |
| RW                  | 9  | Gabriel Jesus   |     | 86' |
| CF                  | 7  | Richarlison     |     | 65' |
| LW                  | 10 | Neymar          |     |     |
| Vào sân thay người: |    |                 |     |     |
| DF                  | 6  | Alex Sandro     |     | 46' |
| MF                  | 11 | Éverton Ribeiro |     | 46' |
| FW                  | 21 | Gabriel Barbosa | 66' | 65' |
| MF                  | 15 | Fabinho         |     | 86' |
| FW                  | 18 | Vinícius Júnior |     | 86' |
| Huấn luyện viên:    |    |                 |     |     |
| Tite                |    |                 |     |     |

| GK                  | 12 | Joel Graterol             |     |       |
| RB                  | 21 | Alexander González        |     | 90+2' |
| CB                  | 28 | Adrián Martínez           |     |       |
| CB                  | 8  | Francisco La Mantía       |     |       |
| CB                  | 14 | Luis Mago                 | 80' |       |
| LB                  | 27 | Yohan Cumana              |     |       |
| RM                  | 13 | José Andrés Martínez      |     |       |
| CM                  | 24 | Bernaldo Manzano          | 69' | 77'   |
| CM                  | 5  | Júnior Moreno             |     |       |
| LM                  | 23 | Cristian Cásseres Jr.     |     | 84'   |
| CF                  | 9  | Fernando Aristeguieta (c) |     | 77'   |
| Vào sân thay người: |    |                           |     |       |
| MF                  | 25 | Richard Celis             |     | 77'   |
| FW                  | 11 | Sergio Córdova            |     | 77'   |
| MF                  | 26 | Edson Castillo            |     | 84'   |
| DF                  | 20 | Ronald Hernández          |     | 90+2' |
| Huấn luyện viên:    |    |                           |     |       |
| José Peseiro        |    |                           |     |       |

| Trợ lý trọng tài: Carlos Barreiro (Uruguay) Martín Soppi (Uruguay) Trọng tài thứ tu: Gery Vargas (Bolivia) Trợ lý trọng tài video: Julio Bascuñán (Chile) Giám sát trợ lý trọng tài video: Cristian Garay (Chile) |

#### Colombia vs Ecuador
| Colombia      | 1–0      | Ecuador |
| ------------- | -------- | ------- |
| - Cardona 42' | Chi tiết |         |

| Colombia | Ecuador |

| GK                  | 1  | David Ospina (c)    |     |       |
| RB                  | 16 | Daniel Muñoz        | 79' |       |
| CB                  | 13 | Yerry Mina          |     |       |
| CB                  | 3  | Óscar Murillo       |     | 82'   |
| LB                  | 17 | Yairo Moreno        |     | 45+5' |
| RM                  | 11 | Juan Cuadrado       |     |       |
| CM                  | 5  | Wílmar Barrios      |     |       |
| CM                  | 15 | Mateus Uribe        | 25' | 61'   |
| LM                  | 10 | Edwin Cardona       |     | 82'   |
| RF                  | 18 | Rafael Santos Borré | 90' |       |
| LF                  | 19 | Miguel Borja        |     | 61'   |
| Vào sân thay người: |    |                     |     |       |
| DF                  | 6  | William Tesillo     |     | 45+5' |
| MF                  | 21 | Sebastián Pérez     |     | 61'   |
| FW                  | 7  | Duván Zapata        |     | 61'   |
| DF                  | 23 | Davinson Sánchez    |     | 82'   |
| MF                  | 8  | Gustavo Cuéllar     |     | 82'   |
| Huấn luyện viên:    |    |                     |     |       |
| Reinaldo Rueda      |    |                     |     |       |

| GK                  | 12 | Pedro Ortíz        |     |     |
| RB                  | 17 | Ángelo Preciado    |     |     |
| CB                  | 4  | Robert Arboleda    |     |     |
| CB                  | 3  | Piero Hincapié     |     |     |
| LB                  | 7  | Pervis Estupiñán   |     |     |
| RM                  | 19 | Gonzalo Plata      |     | 69' |
| CM                  | 20 | Jhegson Méndez     |     |     |
| CM                  | 23 | Moisés Caicedo     |     | 80' |
| LM                  | 8  | Fidel Martínez     |     | 59' |
| RF                  | 13 | Enner Valencia (c) | 87' |     |
| LF                  | 11 | Michael Estrada    |     | 69' |
| Vào sân thay người: |    |                    |     |     |
| FW                  | 15 | Ángel Mena         |     | 59' |
| MF                  | 18 | Ayrton Preciado    |     | 69' |
| FW                  | 26 | Jordy Caicedo      |     | 69' |
| MF                  | 10 | Damián Díaz        |     | 80' |
| Huấn luyện viên:    |    |                    |     |     |
| Gustavo Alfaro      |    |                    |     |     |

| Trợ lý trọng tài: Ezequiel Brailovsky (Argentina) Gabriel Chade (Argentina) Trọng tài thứ tư: Jesús Gil Manzano (Tây Ban Nha) Trợ lý trọng tài video: Mauro Vigliano (Argentina) Giám sát trợ lý trọng tài video: Facundo Tello (Argentina) |

### Ngày đấu 2

#### Colombia vs Venezuela
| Colombia | 0–0      | Venezuela |
| -------- | -------- | --------- |
|          | Chi tiết |           |

| Colombia | Venezuela |

| GK                  | 1  | David Ospina (c) |       |     |
| RB                  | 16 | Daniel Muñoz     |       |     |
| CB                  | 13 | Yerry Mina       |       |     |
| CB                  | 23 | Davinson Sánchez |       |     |
| LB                  | 6  | William Tesillo  |       |     |
| RM                  | 11 | Juan Cuadrado    | 77'   |     |
| CM                  | 5  | Wílmar Barrios   |       |     |
| CM                  | 15 | Mateus Uribe     | 82'   |     |
| LM                  | 10 | Edwin Cardona    |       | 62' |
| RF                  | 9  | Luis Muriel      |       | 62' |
| LF                  | 7  | Duván Zapata     |       | 73' |
| Vào sân thay người: |    |                  |       |     |
| MF                  | 27 | Leandro Campaz   |       | 62' |
| FW                  | 14 | Luis Díaz        | 90+4' | 62' |
| FW                  | 19 | Miguel Borja     |       | 73' |
| Huấn luyện viên:    |    |                  |       |     |
| Reinaldo Rueda      |    |                  |       |     |

| GK                  | 1  | Wuilker Faríñez           |     |     |
| RB                  | 21 | Alexander González        |     | 89' |
| CB                  | 28 | Adrián Martínez           |     |     |
| CB                  | 8  | Francisco La Mantía       | 55' |     |
| CB                  | 14 | Luis Mago                 |     |     |
| LB                  | 27 | Yohán Cumana              | 86' |     |
| RM                  | 13 | José Andrés Martínez      | 81' |     |
| CM                  | 5  | Júnior Moreno             |     |     |
| CM                  | 24 | Bernaldo Manzano          |     | 59' |
| LM                  | 23 | Cristian Cásseres Jr.     |     | 89' |
| CF                  | 9  | Fernando Aristeguieta (c) | 51' | 83' |
| Vào sân thay người: |    |                           |     |     |
| MF                  | 6  | Yangel Herrera            | 77' | 59' |
| FW                  | 11 | Sergio Córdova            |     | 83' |
| DF                  | 20 | Ronald Hernández          |     | 89' |
| MF                  | 26 | Edson Castillo            |     | 89' |
| Huấn luyện viên:    |    |                           |     |     |
| José Peseiro        |    |                           |     |     |

| Cầu thủ xuất sắc nhất trận: Wuilker Faríñez (Venezuela) Trợ lý trọng tài: Eduardo Cardozo (Paraguay) Milciades Saldívar (Paraguay) Trọng tài thứ tư: Daniel Fedorczuk (Uruguay) Trợ lý trọng tài video: Derlis López (Paraguay) Giám sát trợ lý trọng tài video: Juan Gabriel Benítez (Paraguay) |

#### Brasil vs Peru
| Brasil                                                              | 4–0      | Perú |
| ------------------------------------------------------------------- | -------- | ---- |
| - Alex Sandro 12' - Neymar 68' - É. Ribeiro 89' - Richarlison 90+3' | Chi tiết |      |

| Brasil | Peru |

| GK                  | 23 | Ederson          |     |     |
| RB                  | 2  | Danilo           | 84' |     |
| CB                  | 14 | Éder Militão     |     |     |
| CB                  | 3  | Thiago Silva (c) |     |     |
| LB                  | 6  | Alex Sandro      | 77' |     |
| CM                  | 15 | Fabinho          |     |     |
| CM                  | 8  | Fred             |     |     |
| RW                  | 9  | Gabriel Jesus    | 59' | 72' |
| AM                  | 10 | Neymar           |     |     |
| LW                  | 19 | Everton          | 46' |     |
| CF                  | 21 | Gabriel Barbosa  | 46' |     |
| Vào sân thay người: |    |                  |     |     |
| MF                  | 11 | Éverton Ribeiro  |     | 46' |
| FW                  | 7  | Richarlison      |     | 46' |
| FW                  | 20 | Roberto Firmino  |     | 72' |
| DF                  | 16 | Renan Lodi       |     | 77' |
| DF                  | 13 | Emerson          |     | 84' |
| Huấn luyện viên:    |    |                  |     |     |
| Tite                |    |                  |     |     |

| GK                  | 1  | Pedro Gallese (c)            |     |     |     |
| RB                  | 3  | Aldo Corzo                   |     |     |     |
| CB                  | 15 | Christian Ramos              |     | 23' |     |
| CB                  | 2  | Luis Abram                   |     |     |     |
| LB                  | 16 | Marcos López                 |     |     |     |
| CM                  | 13 | Renato Tapia                 |     |     |     |
| CM                  | 19 | Yoshimar Yotún               |     | 44' | 74' |
| RW                  | 18 | André Carrillo               |     |     |     |
| AM                  | 8  | Sergio Peña                  | 67' |     |     |
| LW                  | 10 | Christian Cueva              | 74' |     |     |
| CF                  | 9  | Gianluca Lapadula            | 67' |     |     |
| Vào sân thay người: |    |                              |     |     |     |
| FW                  | 17 | Luis Iberico                 |     | 67' |     |
| FW                  | 11 | Alex Eduardo Valera Sandoval |     | 67' |     |
| MF                  | 7  | Gerald Távara                |     | 74' | 82' |
| MF                  | 23 | Alexis Arias                 |     | 74' |     |
| Huấn luyện viên:    |    |                              |     |     |     |
| Ricardo Gareca      |    |                              |     |     |     |

| Cầu thủ xuất sắc nhất trận: Neymar (Brasil) Trợ lý trọng tài: Gabriel Chade (Argentina) Ezequiel Brailovsky (Argentina) Trọng tài thứ tư: Facundo Tello (Argentina) Trợ lý trọng tài video: Mauro Vigliano (Argentina) Giám sát trợ lý trọng tài video: Cristián Garay (Chile) |

### Ngày đấu 3

#### Venezuela vs Ecuador
| Venezuela                        | 2–2      | Ecuador                        |
| -------------------------------- | -------- | ------------------------------ |
| - Castillo 51' - Hernández 90+1' | Chi tiết | - Ay. Preciado 39' - Plata 71' |

| Venezuela | Ecuador |

| GK                  | 1  | Wuilker Faríñez           |  |     |
| RB                  | 21 | Alexander González        |  |     |
| CB                  | 4  | José Manuel Velázquez     |  |     |
| CB                  | 28 | Adrián Martínez           |  |     |
| CB                  | 14 | Luis Mago                 |  |     |
| LB                  | 27 | Yohán Cumana              |  | 77' |
| RM                  | 13 | José Andrés Martínez      |  | 77' |
| CM                  | 5  | Júnior Moreno             |  | 82' |
| CM                  | 26 | Edson Castillo            |  |     |
| LM                  | 23 | Cristian Cásseres Jr.     |  | 82' |
| CF                  | 9  | Fernando Aristeguieta (c) |  | 57' |
| Vào sân thay người: |    |                           |  |     |
| FW                  | 11 | Sergio Córdova            |  | 57' |
| DF                  | 20 | Ronald Hernández          |  | 77' |
| FW                  | 15 | Jan Carlos Hurtado        |  | 77' |
| MF                  | 24 | Bernaldo Manzano          |  | 82' |
| MF                  | 25 | Richard Celis             |  | 82' |
| Huấn luyện viên:    |    |                           |  |     |
| José Peseiro        |    |                           |  |     |

| GK                  | 12 | Pedro Ortíz        |       |     |
| RB                  | 17 | Ángelo Preciado    | 45+3' |     |
| CB                  | 4  | Robert Arboleda    |       |     |
| CB                  | 3  | Piero Hincapié     |       |     |
| LB                  | 7  | Pervis Estupiñán   |       |     |
| RM                  | 15 | Ángel Mena         |       | 68' |
| CM                  | 20 | Jhegson Méndez     |       | 67' |
| CM                  | 23 | Moisés Caicedo     | 81'   |     |
| LM                  | 18 | Ayrton Preciado    |       | 88' |
| RF                  | 9  | Leonardo Campana   |       |     |
| LF                  | 13 | Enner Valencia (c) | 21'   | 83' |
| Vào sân thay người: |    |                    |       |     |
| MF                  | 6  | Christian Noboa    |       | 67' |
| MF                  | 19 | Gonzalo Plata      |       | 68' |
| MF                  | 21 | Alan Franco        |       | 83' |
| MF                  | 8  | Fidel Martínez     |       | 88' |
| Huấn luyện viên:    |    |                    |       |     |
| Gustavo Alfaro      |    |                    |       |     |

| Cầu thủ xuất sắc nhất trận: Gonzalo Plata (Ecuador) Trợ lý trọng tài: Christian Schiemann (Chile) Claudio Ríos (Chile) Trọng tài thứ tư: Leodán Gonzalez (Uruguay) Trợ lý trọng tài video: Julio Bascuñán (Chile) Giám sát trợ lý trọng tài video: Cristián Garay (Chile) |

#### Colombia vs Peru
| Colombia            | 1–2      | Perú                         |
| ------------------- | -------- | ---------------------------- |
| - Borja 53' (ph.đ.) | Chi tiết | - Peña 17' - Mina 64' (l.n.) |

| Colombia | Peru |

| GK                  | 1  | David Ospina (c) |     |
| RB                  | 2  | Stefan Medina    | 81' |
| CB                  | 13 | Yerry Mina       |     |
| CB                  | 23 | Davinson Sánchez |     |
| LB                  | 6  | William Tesillo  |     |
| RM                  | 11 | Juan Cuadrado    |     |
| CM                  | 5  | Wílmar Barrios   |     |
| CM                  | 21 | Sebastián Pérez  | 60' |
| LM                  | 10 | Edwin Cardona    | 70' |
| RF                  | 19 | Miguel Borja     | 29' |
| LF                  | 7  | Duván Zapata     | 61' |
| Vào sân thay người: |    |                  |     |
| MF                  | 8  | Gustavo Cuéllar  | 60' |
| FW                  | 9  | Luis Muriel      | 61' |
| FW                  | 28 | Yimmi Chará      | 70' |
| FW                  | 20 | Alfredo Morelos  | 81' |
| Huấn luyện viên:    |    |                  |     |
| Reinaldo Rueda      |    |                  |     |

| GK                  | 1  | Pedro Gallese (c)                    | 51'   |
| RB                  | 3  | Aldo Corzo                           |       |
| CB                  | 15 | Christian Ramos                      |       |
| CB                  | 22 | Alexander Callens                    |       |
| LB                  | 16 | Marcos López                         |       |
| CM                  | 13 | Renato Tapia                         |       |
| CM                  | 19 | Yoshimar Yotún                       |       |
| RW                  | 18 | André Carrillo                       | 43'   |
| AM                  | 8  | Sergio Peña                          | 83'   |
| LW                  | 10 | Christian Cueva                      | 90+2' |
| CF                  | 9  | Gianluca Lapadula                    | 83'   |
| Vào sân thay người: |    |                                      |       |
| FW                  | 20 | Santiago Ormeño                      | 83'   |
| MF                  | 14 | Wilder Cartagena                     | 83'   |
| MF                  | 24 | Raziel Samir Fernando García Paredes | 90+2' |
| Huấn luyện viên:    |    |                                      |       |
| Ricardo Gareca      |    |                                      |       |

| Cầu thủ xuất sắc nhất trận: Renato Tapia (Peru) Trợ lý trọng tài: Martín Soppi (Uruguay) Edwar Saavedra (Bolivia) Trọng tài thứ tư: Gery Vargas (Bolivia) Trợ lý trọng tài video: Andrés Cunha (Uruguay) Giám sát trợ lý trọng tài video: Daniel Fedorczuk (Uruguay) |

### Ngày đấu 4

#### Ecuador vs Peru
| Ecuador                                 | 2–2      | Perú                          |
| --------------------------------------- | -------- | ----------------------------- |
| - Taipa 23' (l.n.) - Ay. Preciado 45+3' | Chi tiết | - Lapadula 49' - Carrillo 54' |

| Ecuador | Peru |

| GK                  | 1  | Hernán Galíndez     |     |       |
| RB                  | 17 | Ángelo Preciado     |     |       |
| CB                  | 4  | Robert Arboleda (c) |     |       |
| CB                  | 3  | Piero Hincapié      | 57' |       |
| LB                  | 7  | Pervis Estupiñán    |     |       |
| RM                  | 21 | Alan Franco         |     | 82'   |
| CM                  | 20 | Jhegson Méndez      |     | 81'   |
| CM                  | 23 | Moisés Caicedo      |     |       |
| LM                  | 18 | Ayrton Preciado     |     | 90+2' |
| SS                  | 10 | Damián Díaz         |     | 64'   |
| CF                  | 9  | Leonardo Campana    |     | 64'   |
| Vào sân thay người: |    |                     |     |       |
| FW                  | 11 | Michael Estrada     |     | 64'   |
| FW                  | 15 | Ángel Mena          |     | 64'   |
| MF                  | 6  | Christian Noboa     |     | 81'   |
| FW                  | 26 | Jordy Caicedo       |     | 82'   |
| MF                  | 8  | Fidel Martínez      |     | 90+2' |
| Huấn luyện viên:    |    |                     |     |       |
| Gustavo Alfaro      |    |                     |     |       |

| GK                  | 1  | Pedro Gallese (c) |     |       |
| RB                  | 3  | Aldo Corzo        |     |       |
| CB                  | 15 | Christian Ramos   | 88' |       |
| CB                  | 22 | Alexander Callens |     |       |
| LB                  | 6  | Miguel Trauco     |     |       |
| CM                  | 13 | Renato Tapia      |     |       |
| CM                  | 19 | Yoshimar Yotún    |     | 90+3' |
| RW                  | 18 | André Carrillo    |     |       |
| AM                  | 8  | Sergio Peña       |     | 78'   |
| LW                  | 10 | Christian Cueva   |     | 86'   |
| CF                  | 9  | Gianluca Lapadula |     | 78'   |
| Vào sân thay người: |    |                   |     |       |
| MF                  | 14 | Wilder Cartagena  |     | 78'   |
| FW                  | 20 | Santiago Ormeño   |     | 78'   |
| DF                  | 5  | Miguel Araujo     |     | 86'   |
| FW                  | 17 | Luis Iberico      |     | 90+3' |
| Huấn luyện viên:    |    |                   |     |       |
| Ricardo Gareca      |    |                   |     |       |

| Cầu thủ xuất sắc nhất trận: Gianluca Lapadula (Peru) Trợ lý trọng tài: Diego Barbero (Tây Ban Nha) Ángel Nevado (Tây Ban Nha) Trọng tài thứ tư: Patricio Loustau (Argentina) Trợ lý trọng tài video: Ricardo de Burgos Bengoetxea (Tây Ban Nha) Giám sát trợ lý trọng tài video: José Luis Munuera Montero (Tây Ban Nha) |

#### Brasil vs Colombia
| Brasil                          | 2–1      | Colombia   |
| ------------------------------- | -------- | ---------- |
| - Firmino 78' - Casemiro 90+10' | Chi tiết | - Díaz 10' |

| Brasil | Colombia |

| GK                  | 12 | Weverton        |     |     |
| RB                  | 2  | Danilo          |     |     |
| CB                  | 4  | Marquinhos (c)  |     |     |
| CB                  | 3  | Thiago Silva    |     |     |
| LB                  | 6  | Alex Sandro     | 14' | 62' |
| CM                  | 11 | Éverton Ribeiro | 27' | 46' |
| CM                  | 5  | Casemiro        |     |     |
| CM                  | 8  | Fred            | 68' |     |
| RW                  | 9  | Gabriel Jesus   | 77' |     |
| CF                  | 7  | Richarlison     | 77' |     |
| LW                  | 10 | Neymar          | 87' |     |
| Vào sân thay người: |    |                 |     |     |
| FW                  | 20 | Roberto Firmino | 46' |     |
| DF                  | 16 | Renan Lodi      | 62' |     |
| MF                  | 17 | Lucas Paquetá   | 68' |     |
| MF                  | 19 | Everton Soares  | 77' |     |
| FW                  | 21 | Gabriel Barbosa | 77' |     |
| Huấn luyện viên:    |    |                 |     |     |
| Tite                |    |                 |     |     |

| GK                  | 1  | David Ospina (c)    | 81'   |        |
| RB                  | 16 | Daniel Muñoz        |       |        |
| CB                  | 23 | Davinson Sánchez    |       |        |
| CB                  | 13 | Yerry Mina          |       |        |
| LB                  | 6  | William Tesillo     |       |        |
| RM                  | 11 | Juan Cuadrado       | 70'   |        |
| CM                  | 5  | Wílmar Barrios      | 90+9' |        |
| CM                  | 15 | Mateus Uribe        |       |        |
| LM                  | 14 | Luis Díaz           | 90+1' |        |
| RF                  | 18 | Rafael Santos Borré | 64'   |        |
| LF                  | 7  | Duván Zapata        | 64'   |        |
| Vào sân thay người: |    |                     |       |        |
| FW                  | 19 | Miguel Borja        | 64'   |        |
| MF                  | 8  | Gustavo Cuéllar     | 64'   | 90+12' |
| DF                  | 3  | Óscar Murillo       | 90+1' |        |
| Huấn luyện viên:    |    |                     |       |        |
| Reinaldo Rueda      |    |                     |       |        |

| Cầu thủ xuất sắc nhất trận: Luis Díaz (Colombia) Trợ lý trọng tài: Ezequiel Brailovsky (Argentina) José Antelo (Bolivia) Trọng tài thứ tư: Leodán González (Uruguay) Trợ lý trọng tài video: Mauro Vigliano (Argentina) Giám sát trợ lý trọng tài video: Facundo Tello (Argentina) |

### Ngày đấu 5

#### Ecuador vs Brasil
| Brasil        | 1–1      | Ecuador    |
| ------------- | -------- | ---------- |
| - Militão 37' | Chi tiết | - Mena 53' |

| Brasil | Ecuador |

| GK                  | 1  | Alisson         |  |     |
| RB                  | 13 | Emerson         |  |     |
| CB                  | 14 | Éder Militão    |  |     |
| CB                  | 4  | Marquinhos (c)  |  |     |
| LB                  | 16 | Renan Lodi      |  | 49' |
| CM                  | 15 | Fabinho         |  |     |
| CM                  | 25 | Douglas Luiz    |  | 63' |
| RW                  | 17 | Lucas Paquetá   |  | 78' |
| AM                  | 20 | Roberto Firmino |  | 63' |
| LW                  | 19 | Everton         |  | 78' |
| CF                  | 21 | Gabriel Barbosa |  |     |
| Vào sân thay người: |    |                 |  |     |
| DF                  | 2  | Danilo          |  | 49' |
| MF                  | 5  | Casemiro        |  | 63' |
| FW                  | 18 | Vinícius Júnior |  | 63' |
| MF                  | 11 | Éverton Ribeiro |  | 78' |
| FW                  | 7  | Richarlison     |  | 78' |
| Huấn luyện viên:    |    |                 |  |     |
| Tite                |    |                 |  |     |

| GK                  | 1  | Hernán Galíndez    |     |     |
| RB                  | 17 | Ángelo Preciado    |     |     |
| CB                  | 4  | Robert Arboleda    |     |     |
| CB                  | 3  | Piero Hincapié     |     |     |
| LB                  | 7  | Pervis Estupiñán   | 83' |     |
| RM                  | 21 | Alan Franco        |     |     |
| CM                  | 20 | Jhegson Méndez     |     |     |
| CM                  | 23 | Moisés Caicedo     |     | 17' |
| LM                  | 27 | Diego Palacios     |     | 72' |
| RF                  | 13 | Enner Valencia (c) |     | 83' |
| LF                  | 18 | Ayrton Preciado    |     | 84' |
| Vào sân thay người: |    |                    |     |     |
| FW                  | 15 | Ángel Mena         |     | 17' |
| MF                  | 19 | Gonzalo Plata      |     | 72' |
| FW                  | 9  | Leonardo Campana   |     | 83' |
| DF                  | 16 | Mario Pineida      |     | 84' |
| Huấn luyện viên:    |    |                    |     |     |
| Gustavo Alfaro      |    |                    |     |     |

| Cầu thủ xuất sắc nhất trận: Enner Valencia (Ecuador) Trợ lý trọng tài: Christian Schiemann (Chile) Claudio Ríos (Chile) Trọng tài thứ tư: Andrés Cunha (Uruguay) Trợ lý trọng tài video: Julio Bascuñán (Chile) Giám sát trợ lý trọng tài video: Cristian Garay (Chile) |

#### Venezuela vs Peru
| Venezuela | 0–1      | Perú           |
| --------- | -------- | -------------- |
|           | Chi tiết | - Carrillo 48' |

| Venezuela | Peru |

| GK                  | 1  | Wuilker Faríñez       |     |     |
| RB                  | 16 | Roberto Rosales (c)   |     | 69' |
| CB                  | 2  | Nahuel Ferraresi      |     |     |
| CB                  | 3  | Mikel Villanueva      |     |     |
| CB                  | 14 | Luis Mago             |     |     |
| LB                  | 20 | Ronald Hernández      | 21' |     |
| RM                  | 7  | Jefferson Savarino    |     | 59' |
| CM                  | 5  | Júnior Moreno         |     |     |
| CM                  | 26 | Edson Castillo        |     | 69' |
| LM                  | 23 | Cristian Cásseres Jr. |     | 59' |
| CF                  | 11 | Sergio Córdova        |     | 78' |
| Vào sân thay người: |    |                       |     |     |
| MF                  | 13 | José Andrés Martínez  |     | 59' |
| MF                  | 18 | Rómulo Otero          |     | 59' |
| DF                  | 21 | Alexander González    |     | 69' |
| MF                  | 10 | Yeferson Soteldo      |     | 69' |
| FW                  | 15 | Jan Carlos Hurtado    |     | 78' |
| Huấn luyện viên:    |    |                       |     |     |
| José Peseiro        |    |                       |     |     |

| GK                  | 1  | Pedro Gallese      |  |     |
| RB                  | 3  | Aldo Corzo         |  |     |
| CB                  | 5  | Miguel Araujo      |  |     |
| CB                  | 22 | Alexander Callens  |  | 27' |
| LB                  | 16 | Marcos López       |  |     |
| CM                  | 13 | Renato Tapia       |  | 73' |
| CM                  | 19 | Yoshimar Yotún (c) |  |     |
| RW                  | 18 | André Carrillo     |  | 73' |
| AM                  | 8  | Sergio Peña        |  |     |
| LW                  | 10 | Christian Cueva    |  | 83' |
| CF                  | 9  | Gianluca Lapadula  |  | 83' |
| Vào sân thay người: |    |                    |  |     |
| DF                  | 2  | Luis Abram         |  | 27' |
| MF                  | 14 | Wilder Cartagena   |  | 73' |
| MF                  | 24 | Raziel García      |  | 73' |
| FW                  | 11 | Alex Valera        |  | 83' |
| FW                  | 20 | Santiago Ormeño    |  | 83' |
| Huấn luyện viên:    |    |                    |  |     |
| Ricardo Gareca      |    |                    |  |     |

| Cầu thủ xuất sắc nhất trận: André Carrillo (Peru) Trợ lý trọng tài: Gabriel Chade (Argentina) Eduardo Cardozo (Paraguay) Trọng tài thứ tư: Eber Aquino (Paraguay) Trợ lý trọng tài video: Derlis López (Paraguay) Giám sát trợ lý trọng tài video: Juan Gabriel Benítez (Paraguay) |